# NK Posavina Ulice
Nogometni klub Posavina (NK Posavina; Posavina Ulice; Posavina) je bio nogometni klub iz naselja Ulice, Distrikt Brčko, Bosna i Hercegovina.

## O klubu
NK "Posavina" je osnovana krajem 1960.-ih godina, te se natjecala u "Općinskoj nogometnoj ligi Brčko", koju osvaja u sezonama 1981./82., i 1982./83. U sezoni 1983./84. "Posavina" je član "Posavsko-podmajevičke lige" u kojoj osvaja četvrto mjesto, te ulaze u "Međuopćinsku ligu Brčko – Zapad", u kojoj nastupa idućih pet sezona. U jesen 1990. godine vodstvo kluba donosi odluku o istupanju iz ligaških natjecanja, te klub uskoro prestaje s djelovanjem.

## Uspjesi
Općinska liga Brčko
- prvak: 1981./82., 1982./83.

## Unutrašnje poveznice
- Ulice